# Campionati europei maschili di sollevamento pesi 1989
I Campionati europei maschili di sollevamento pesi 1989, 70ª edizione della manifestazione, si svolsero ad Atene dal 16 al 23 settembre; fu l'ultima edizione in cui la gara mondiale venne considerata valida anche come campionato europeo e furono classificati i tre atleti del continente col miglior piazzamento. Successivamente si tenne anche la 2ª edizione femminile dei campionati, che si svolsero in una sede diversa, a Manchester.

## Titoli in palio
| Categoria            | Eventi         | Atleti |
| -------------------- | -------------- | ------ |
| Pesi mosca           | Fino a 52 kg   | 10     |
| Pesi gallo           | Fino a 56 kg   | 16     |
| Pesi piuma           | Fino a 60 kg   | 11     |
| Pesi leggeri         | Fino a 67.5 kg | 15     |
| Pesi medi            | Fino a 75 kg   | 11     |
| Pesi massimi leggeri | Fino a 82.5 kg | 17     |
| Pesi mediomassimi    | Fino a 90 kg   | 18     |
| Pesi massimi primi   | Fino a 100 kg  | 14     |
| Pesi massimi         | Fino a 110 kg  | 12     |
| Pesi supermassimi    | Oltre i 110 kg | 12     |

## Nazioni partecipanti
Le nazioni che hanno partecipato ai campionati furono 23 per un totale di 136 atleti partecipanti. Tra parentesi i partecipanti per nazione.
- Albania (10)
- Austria (3)
- Bulgaria (10)
- Cecoslovacchia (6)
- Cipro (1)
- Danimarca (1)
- Finlandia (4)
- Francia (8)
- Germania Est (10)
- Germania Ovest (9)
- Grecia (10)
- Italia (4)
- Lussemburgo (1)
- Norvegia (2)
- Polonia (6)
- Regno Unito (7)
- Romania (5)
- Spagna (7)
- Svezia (1)
- Svizzera (1)
- Turchia (10)
- Ungheria (10)
- Unione Sovietica (10)

## Risultati
| Evento  | Oro                    | Oro      | Argento             | Argento  | Bronzo              | Bronzo   |
| 52 kg   | 52 kg                  | 52 kg    | 52 kg               | 52 kg    | 52 kg               | 52 kg    |
| ------- | ---------------------- | -------- | ------------------- | -------- | ------------------- | -------- |
| Strappo | Ivan Ivanov            | 117,5 kg | Traian Cihărean     | 115,0 kg | José Luis Martínez  | 117,5 kg |
| Slancio | Ivan Ivanov            | 155,0 kg | Traian Cihărean     | 145,0 kg | Agron Haxhihyseni   | 125,0 kg |
| Totale  | Ivan Ivanov            | 272,5 kg | Traian Cihărean     | 260,0 kg | José Luis Martínez  | 227,5 kg |
| 56 kg   |                        |          |                     |          |                     |          |
| Strappo | Hafiz Süleymanov       | 130,0 kg | Sevdalin Marinov    | 125,0 kg | Luan Shabani        | 120,0 kg |
| Slancio | Hafiz Süleymanov       | 157,5 kg | Sevdalin Marinov    | 155,0 kg | Laurent Fombertasse | 140,0 kg |
| Totale  | Hafiz Süleymanov       | 287,5 kg | Sevdalin Marinov    | 280,0 kg | Luan Shabani        | 260,0 kg |
| 60 kg   |                        |          |                     |          |                     |          |
| Strappo | Naim Süleymanoğlu      | 145,0 kg | Attila Czanka       | 137,5 kg | Nikolaj Pešalov     | 137,5 kg |
| Slancio | Naim Süleymanoğlu      | 172,5 kg | Nikolaj Pešalov     | 170,0 kg | Attila Czanka       | 167,5 kg |
| Totale  | Naim Süleymanoğlu      | 317,5 kg | Nikolaj Pešalov     | 307,5 kg | Attila Czanka       | 305,0 kg |
| 67,5 kg |                        |          |                     |          |                     |          |
| Strappo | Israyel Militosyan     | 160,0 kg | Joto Jotov          | 155,0 kg | Ergün Batmaz        | 147,5 kg |
| Slancio | Israyel Militosyan     | 187,5 kg | Joto Jotov          | 182,5 kg | Andreas Behm        | 182,5 kg |
| Totale  | Israyel Militosyan     | 347,5 kg | Joto Jotov          | 337,5 kg | Andreas Behm        | 325,0 kg |
| 75 kg   |                        |          |                     |          |                     |          |
| Strappo | Altymyrat Orazdurdyýew | 160,0 kg | Waldemar Kosiński   | 155,0 kg | Andrei Socaci       | 155,0 kg |
| Slancio | Altymyrat Orazdurdyýew | 202,5 kg | Aleksandăr Vărbanov | 200,0 kg | Waldemar Kosiński   | 190,0 kg |
| Totale  | Altymyrat Orazdurdyýew | 362,5 kg | Aleksandăr Vărbanov | 350,0 kg | Waldemar Kosiński   | 345,0 kg |
| 82,5 kg |                        |          |                     |          |                     |          |
| Strappo | Kiril Kunev            | 172,5 kg | Ingo Steinhöfel     | 170,0 kg | Sergej Li           | 170,0 kg |
| Slancio | Kiril Kunev            | 212,5 kg | Plamen Bratojčev    | 210,0 kg | Ingo Steinhöfel     | 207,5 kg |
| Totale  | Kiril Kunev            | 385,0 kg | Plamen Bratojčev    | 380,0 kg | Ingo Steinhöfel     | 377,5 kg |
| 90 kg   |                        |          |                     |          |                     |          |
| Strappo | Sergej Syrcov          | 185,0 kg | Anatolij Chrapatyj  | 185,0 kg | Ivan Čakărov        | 180,0 kg |
| Slancio | Anatolij Chrapatyj     | 230,0 kg | Sergej Syrcov       | 222,5 kg | Ivan Čakărov        | 220,0 kg |
| Totale  | Anatolij Chrapatyj     | 415,0 kg | Sergej Syrcov       | 407,5 kg | Ivan Čakărov        | 400,0 kg |
| 100 kg  |                        |          |                     |          |                     |          |
| Strappo | Nicu Vlad              | 190,0 kg | Petăr Stefanov      | 187,5 kg | Pavel Kuznecov      | 180,0 kg |
| Slancio | Petăr Stefanov         | 227,5 kg | Udo Guse            | 222,5 kg | Nicu Vlad           | 222,5 kg |
| Totale  | Petăr Stefanov         | 415,0 kg | Nicu Vlad           | 412,5 kg | Pavel Kuznecov      | 400,0 kg |
| 110 kg  |                        |          |                     |          |                     |          |
| Strappo | Ronny Weller           | 202,5 kg | Jurij Zacharevič    | 202,5 kg | Andrew Davies       | 185,0 kg |
| Slancio | Stefan Botev           | 242,5 kg | Mirosław Dąbrowski  | 212,5 kg | Andrew Davies       | 210,0 kg |
| Totale  | Stefan Botev           | 427,5 kg | Andrew Davies       | 395,0 kg | Mirosław Dąbrowski  | 382,5 kg |
| +110 kg |                        |          |                     |          |                     |          |
| Strappo | Aleksandr Kurlovič     | 215,0 kg | Rezvan Gelischanov  | 200,0 kg | Michael Schubert    | 195,0 kg |
| Slancio | Aleksandr Kurlovič     | 245,0 kg | Manfred Nerlinger   | 242,5 kg | Rezvan Gelischanov  | 232,5 kg |
| Totale  | Aleksandr Kurlovič     | 460,0 kg | Rezvan Gelischanov  | 432,5 kg | Michael Schubert    | 425,0 kg |

## Medagliere

### Grandi (totale)
Riferito al totale dell'esercizio: 9 nazioni sono entrate nel medagliere.
| Posiz. | Nazione          | Oro | Argento | Bronzo | Totale |
| ------ | ---------------- | --- | ------- | ------ | ------ |
| 1      | Unione Sovietica | 5   | 2       | 1      | 8      |
| 2      | Bulgaria         | 4   | 5       | 1      | 10     |
| 3      | Turchia          | 1   | 0       | 0      | 1      |
| 4      | Romania          | 0   | 2       | 1      | 3      |
| 5      | Regno Unito      | 0   | 1       | 0      | 1      |
| 6      | Germania Est     | 0   | 0       | 3      | 2      |
| 7      | Polonia          | 0   | 0       | 2      | 2      |
| 8      | Albania          | 0   | 0       | 1      | 1      |
| 8      | Spagna           | 0   | 0       | 1      | 1      |
| Totale | Totale           | 10  | 10      | 10     | 30     |

### Grandi (totale) e Piccole (Strappo e Slancio)
Riferito al totale dell'esercizio e delle due specialità: 11 nazioni sono entrate nel medagliere.
| Posiz. | Nazione          | Oro | Argento | Bronzo | Totale |
| ------ | ---------------- | --- | ------- | ------ | ------ |
| 1      | Unione Sovietica | 15  | 6       | 4      | 25     |
| 2      | Bulgaria         | 10  | 13      | 4      | 27     |
| 3      | Turchia          | 3   | 0       | 1      | 4      |
| 4      | Romania          | 1   | 5       | 4      | 10     |
| 5      | Germania Est     | 1   | 2       | 6      | 9      |
| 6      | Polonia          | 0   | 2       | 3      | 5      |
| 7      | Regno Unito      | 0   | 1       | 2      | 3      |
| 8      | Germania Ovest   | 0   | 1       | 0      | 1      |
| 9      | Albania          | 0   | 0       | 3      | 3      |
| 10     | Spagna           | 0   | 0       | 2      | 2      |
| 11     | Francia          | 0   | 0       | 1      | 1      |
| Totale | Totale           | 30  | 30      | 30     | 90     |

## Nazioni partecipanti unificato
Di seguito si riportano le nazioni partecipanti unificate delle due edizioni separate. Complessivamente, alle edizioni parteciparono 207 tra atleti e atlete in rappresentanza di 25 nazioni.
- Albania (10)
- Austria (5)
- Bulgaria (19)
- Cecoslovacchia (6)
- Cipro (1)
- Danimarca (1)
- Finlandia (6)
- Francia (17)
- Germania Est (10)
- Germania Ovest (17)
- Grecia (19)
- Israele (1)
- Italia (11)
- Lussemburgo (1)
- Norvegia (3)
- Polonia (6)
- Portogallo (2)
- Regno Unito (16)
- Romania (5)
- Spagna (13)
- Svezia (1)
- Svizzera (1)
- Turchia (10)
- Ungheria (16)
- Unione Sovietica (10)

## Medagliere unificato
Di seguito si riporta il medagliere unificato delle due edizioni separate.

### Grandi (totale) unificato
Riferito al totale dell'esercizio: 15 nazioni sono entrate nel medagliere.
| Posiz. | Nazione          | Oro | Argento | Bronzo | Totale |
| ------ | ---------------- | --- | ------- | ------ | ------ |
| 1      | Bulgaria         | 10  | 7       | 2      | 19     |
| 2      | Unione Sovietica | 5   | 2       | 1      | 8      |
| 3      | Ungheria         | 2   | 1       | 0      | 3      |
| 4      | Regno Unito      | 1   | 2       | 3      | 6      |
| 5      | Turchia          | 1   | 0       | 0      | 1      |
| 6      | Spagna           | 0   | 2       | 2      | 4      |
| 7      | Romania          | 0   | 2       | 1      | 3      |
| 8      | Italia           | 0   | 1       | 2      | 3      |
| 9      | Germania Est     | 0   | 1       | 0      | 1      |
| 9      | Finlandia        | 0   | 1       | 0      | 1      |
| 11     | Germania Ovest   | 0   | 0       | 3      | 3      |
| 12     | Polonia          | 0   | 0       | 2      | 2      |
| 13     | Albania          | 0   | 0       | 1      | 1      |
| 13     | Francia          | 0   | 0       | 1      | 1      |
| 13     | Portogallo       | 0   | 0       | 1      | 1      |
| Totale | Totale           | 19  | 19      | 19     | 57     |

### Grandi (totale) e Piccole (Strappo e Slancio) unificato
Riferito al totale dell'esercizio e delle due specialità: 17 nazioni sono entrate nel medagliere.
| Posiz. | Nazione          | Oro | Argento | Bronzo | Totale |
| ------ | ---------------- | --- | ------- | ------ | ------ |
| 1      | Bulgaria         | 26  | 19      | 7      | 52     |
| 2      | Unione Sovietica | 15  | 6       | 4      | 25     |
| 3      | Ungheria         | 7   | 2       | 1      | 10     |
| 4      | Regno Unito      | 3   | 4       | 8      | 15     |
| 5      | Turchia          | 3   | 0       | 1      | 4      |
| 6      | Romania          | 1   | 5       | 4      | 10     |
| 7      | Germania Est     | 1   | 2       | 6      | 9      |
| 8      | Portogallo       | 1   | 1       | 1      | 3      |
| 9      | Spagna           | 0   | 5       | 6      | 11     |
| 10     | Italia           | 0   | 3       | 4      | 7      |
| 11     | Germania Ovest   | 0   | 3       | 1      | 4      |
| 12     | Finlandia        | 0   | 3       | 0      | 3      |
| 13     | Polonia          | 0   | 2       | 3      | 5      |
| 14     | Francia          | 0   | 1       | 6      | 7      |
| 15     | Grecia           | 0   | 1       | 1      | 2      |
| 16     | Albania          | 0   | 0       | 3      | 3      |
| 17     | Norvegia         | 0   | 0       | 1      | 1      |
| Totale | Totale           | 57  | 57      | 57     | 171    |